# Wenn wir Toten erwachen

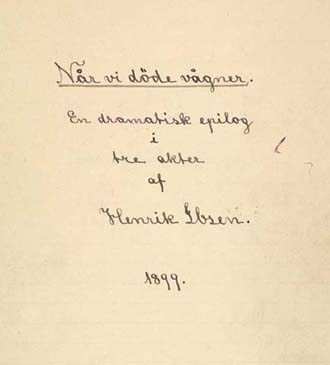
Titelblatt des norwegischen Manuskripts von 1899.

Wenn wir Toten erwachen. Ein dramatischer Epilog (Når vi døde vågner. En dramatisk epilog) ist der Titel eines 3-aktigen Dramas des norwegischen Schriftstellers und Dramatikers Henrik Ibsen. Es ist sein letztes Drama vor seinem Tod 1906. Der Erstdruck erfolgte am 19. Dezember 1899 im Verlag Gyldendalske Boghandel (F. Hegel & Sohn) in allen drei skandinavischen Hauptstädten (Kopenhagen, Oslo, Stockholm). Am 26. Januar 1900 wurde das Stück am Hoftheater in Stuttgart uraufgeführt, die deutsche Erstausgabe des Stückes erfolgte im selben Jahr in einer Gemeinschaftsedition vom S. Fischer Verlag Berlin und dem Verlag Gyldendalske Boghandel (F. Hegel & Sohn).

## Entstehung
Nach Ibsens vorigem Stück John Gabriel Borkman (1896) vergingen drei Jahre, bis er ein neues herausgab. Die Planung von „Wenn wir Toten erwachen“ begann wahrscheinlich im Sommer 1897, da er in einem Brief an Georg Brandes davon berichtet.
Im Entwurf lautete der Titel des Werkes anfangs „Der Auferstehungstag“, anschließend wurde er zu „Wenn die Toten erwachen“ geändert, bis zum endgültigen „Wenn wir Toten erwachen“.
Was Ibsen in seinem Brief an Brandes schreibt, lässt darauf schließen, dass man in der Hauptfigur Rubek Ibsen selbst wiedererkennen kann. Wie Rubek war auch Ibsen nach langer Zeit im Ausland in sein Heimatland Norwegen zurückgekehrt und fühlte sich dort nicht mehr zu Hause. Die Berufe der beiden unterscheiden sich zwar, jedoch bleiben Schriftsteller und Bildhauer auf dem künstlerischen Gebiet. Abgesehen von diesen Ähnlichkeiten wird vermutet, dass auch die Liebesgeschichte zwischen Rubek und Irene einen biografischen Hintergrund hat. Henrik Ibsen soll durch seine letzte Geliebte, die schwedische Schriftstellerin Rosa Fitinghoff, zu diesem Werk angeregt worden sein.

## Bedeutung des Epilogs
Der Untertitel Ein dramatischer Epilog weist darauf hin, dass das Stück mit dem vorausgegangenen Werk thematisch in Zusammenhang steht und es abschließt. Ibsen verdeutlicht dies in einem Vorwort zur norwegischen Ausgabe seines Gesamtwerkes (1898), in dem er den Leser auffordert, sein dramatisches Werk als Ganzes und jedes seiner Stücke als Teil des Ganzen zu verstehen. Fraglich bleibt, bei welchem der vorausgehenden Stücke das Ganze beginnt. Ibsen erwähnte einmal, dass die Reihe, die mit dem „Epilog“ endet, mit Baumeister Solness beginnt; damit würde Wenn wir Toten erwachen die Reihe Baumeister Solness, Klein Eyolf und John Gabriel Borkman abschließen, die sich mehr oder weniger mit den Problemen einer idealistischen Berufung, menschlicher Verantwortung und Liebe beschäftigt. Bei anderer Gelegenheit ließ Ibsen die Reihe bereits zwanzig Jahre früher mit Ein Puppenheim beginnen, was wiederum damit begründet werden könnte, dass die Hauptcharaktere Nora in Ein Puppenheim und Irene in Wenn wir Toten erwachen einander sehr nahestehen. Nora, die aus ihrem Scheinleben im Puppenheim erwacht und sich der Wirklichkeit stellt, ist dem reinen, unbefleckten Mädchen, das Rubek in seinem Kunstwerk „Die Auferstehung“ erschafft, für das Irene Modell stand, sehr ähnlich. Somit könnte Nora der Irene von damals entsprechen.

## Personen

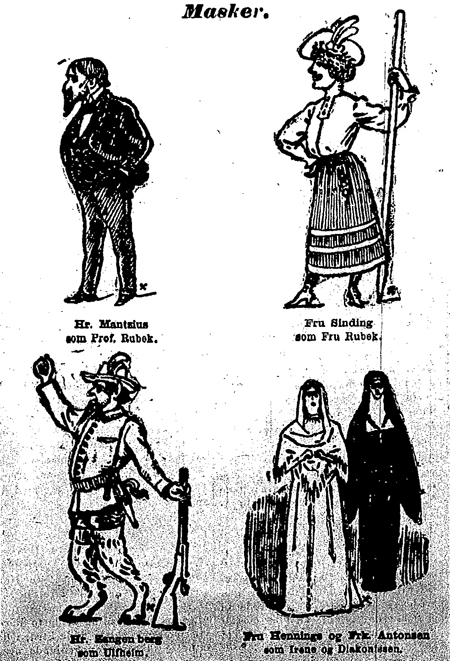
Die Charaktere des Werkes, dargestellt auf einer Zeichnung von Edvard Brandes, 1906.

- Professor Arnold Rubek, Bildhauer
- Frau Maja Rubek, seine Frau
- Der Inspektor des Bades
- Gutsbesitzer Ulfheijm
- Irene, eine reisende Dame
- Eine Diakonisse
- Diener, Badegäste und Kinder

## Handlung

### Erster Akt
Professor Rubek und Frau Maja sitzen im Park eines Badehotels. Sie sind nach vier Jahren in die Heimat zurückgekehrt, fühlen sich dort jedoch nicht mehr wohl. Das Werk, das dem Bildhauer Rubek weltweit zu Ruhm verholfen hat, ist „Die Auferstehung“, verkörpert von einer jungen Frau, die aus dem Todesschlaf erwacht. Es blieb sein einziges besonderes Werk. Maja erinnert Rubek an sein Versprechen, sie auf einen Berg mitzunehmen, um ihr die Herrlichkeiten der Welt zu zeigen, was er jedoch nie verwirklicht hat. Der Inspektor kommt hinzu. Rubek erzählt ihm, dass er letzte Nacht eine helle Gestalt gefolgt von einem dunklen Schatten gesehen habe. Bevor der Inspektor ihm eine Erklärung geben kann, erscheint die Gestalt erneut und Rubek erkennt eine in Weiß gekleidete schlanke Dame in Begleitung einer Diakonisse in Schwarz. Daraufhin erscheint der Gutsbesitzer Ulfhejm, der Maja und Rubek auf eine Wanderung ins Gebirge einlädt. Er begeistert Maja und will ihr zeigen, wie seine „besten Freunde“ (seine Hunde) Knochen abfressen. Als sie abgehen, begibt sich Rubek zu der Dame, die er unmittelbar als Irene erkennt. Irene hatte ihm damals für sein Meisterwerk „Die Auferstehung“ Modell gestanden. Nachdem die Skulptur vollendet war, verließ Irene Rubek, weil er nicht mehr in ihr sah als ein Modell, sie ihn aber liebte. Er verlor durch ihr Verschwinden seine Schaffenskraft. Irene war in der Zwischenzeit zweimal verheiratet und in einer Heilanstalt. Sie bezeichnet sich als tot und wirft Rubek vor, Schuld an ihrem Tod zu tragen. Auch ihr hatte Rubek versprochen, mit ihr auf einen Gipfel zu steigen, um ihr die Herrlichkeiten der Welt zu zeigen. Verwirklicht hatte er es auch mit ihr nicht.
Maja kommt zurück und die beiden Damen schließen Bekanntschaft. Maja verkündet ihren Beschluss, mit Ulfhejm ins Gebirge zu gehen. Auch Rubek und Irene verabreden sich zu einem zweiten Treffen im Gebirge.

### Zweiter Akt
Auf einem Hochgebirgsplateau, wo Rubek auf Irene wartet, trifft er auf Maja, die nach ihm gesucht hat. Sie war auf der Jagd mit Ulfhejm und beschließt morgen in der Frühe wieder mit ihm hoch ins Gebirge zu gehen. Rubek erzählt ihr, wer Irene ist und welche Bedeutung sie für ihn und sein künstlerisches Schaffen hat. Maja ihrerseits ist ebenso wenig glücklich in der Beziehung mit Rubek; wie sie sagt, habe er sie auf einen Berg mitgenommen, aber die Herrlichkeiten der Welt habe er ihr nicht gezeigt. Beide empfinden ihr Zusammenleben in den vergangenen fünf Jahren als eintönig und trostlos und trennen sich schließlich in beiderseitigem Einverständnis. Anschließend kommt Irene auf das Plateau und setzt sich zu Rubek. Er offenbart ihr seine Reue über das vertane Leben und sein schlechtes Gewissen ihr gegenüber. Irene verdeutlicht den Hass, den sie auf den gleichgültigen Künstler in Rubek hatte, und gleichzeitig die Liebe, die sie zu ihrem gemeinsamen Kind – wie sie die Skulptur „Die Auferstehung“ nennt, da Rubek sie damals so nannte – fühlt.
Maja erscheint erneut mit Ulfhejm und betont Rubek gegenüber ihre Freude über ihre neugewonnene Freiheit.
Anschließend sind Rubek und Irene wieder allein und beschließen am nächsten Tag in der Frühe auf einen Gipfel zu steigen und bei Sonnenaufgang die Herrlichkeiten der Welt zu sehen, um die Vergangenheit nachzuholen. Die Diakonisse erscheint und Irene muss gehen. In den Bergen hört man Majas Freudengesang.

### Dritter Akt
Maja und Ulfhejm befinden sich im Hochgebirge. Ulfhejm lädt sie ein, in seiner Hütte im Gebirge zu nächtigen, Maja hat jedoch die Jagd und die Kletterei satt und zieht es vor, zum Hotel hinunterzusteigen.
Ulfhejm offenbart im Gespräch mit Maja, dass er einst von einem Mädchen enttäuscht wurde. Maja zeigt indirekt ihre Reue über das Leben mit Rubek, woraufhin Ulfhejm Maja Avancen macht, aber Maja geht nicht darauf ein und will weiter hinabsteigen. Sie sehen Rubek und Irene heraufkommen, können ihnen jedoch nicht ausweichen, da der Weg zu schmal ist. Ulfhejm warnt die beiden wegen des aufkommenden Nebels vor dem Aufstieg auf den Gipfel.
Während Maja und Ulfhejm weiter hinabsteigen, um für Irene und Rubek Hilfe zu holen, gehen diese weiter ungeachtet der Warnung hinauf durch das Schneefeld Richtung Gipfel, bis eine Lawine ausgelöst wird und die beiden unter sich begräbt. Die Diakonisse erscheint und segnet die beiden. Der dritte Akt schließt ebenso mit Majas Freudengesang ab, den man noch in der Ferne hört.

## Strukturanalyse
Wenn wir Toten erwachen ist abgesehen von frühen Werken eines von Ibsens kürzesten Stücken. Es besteht aus zwei mittellangen und einem kurzen letzten Akt.
Wie in allen Dramen Ibsens und charakteristisch für das naturalistische Drama sind auch in diesem Stück die Regieanweisungen, bestehend aus detailgetreuen Beschreibungen der Szenerie zu Beginn jeden Aktes, sehr ausführlich. Die Zeitspanne ist etwas länger, überschreitet jedoch nicht zwei Tage. „Wenn wir Toten erwachen“ unterscheidet sich dadurch, dass es sich radikal von der Einheit des Ortes freimacht. Jeder Akt hat seine eigene Szenerie. Die Handlung bewegt sich von unten nach oben, vom Fjord im Tiefland des ersten Aktes über das Bergplateau im zweiten bis hin zum Gebirge im dritten.
Die Handlungen der Personen innerhalb der gegebenen Zeitspanne sind gering, bedeutungstragend für den Verlauf des Dramas sind Geschehnisse aus der Vergangenheit, die in den Dialogen der Personen Erwähnung finden und somit nach und nach das Publikum darüber informieren, was damals zwischen den Personen vorgefallen ist. Demnach ist "Wenn wir Toten erwachen" ein analytisches Drama.
Das Stück endet in der unabwendbaren Katastrophe, dem Tod von Irene und Rubek. Als Wendepunkt innerhalb des Dramas kann Rubeks Entscheidung betrachtet werden, sich von Maja zu trennen und das vollkommene Glück mit Irene zu finden.
Auf der sprachlichen Ebene werden abwechselnd Unterschiede in den Dialogen deutlich: Während die Dialoge zwischen Ulfhejm und Maja einfach, scherzhaft und unsanft sind, aber einen Unterton herzlicher Offenheit haben, unterhalten sich Rubek und Irene in ernster, ergreifender und poetischer Sprache geschmückt von Metaphorik. Die Gespräche zwischen Maja und Rubek hingegen sind von prosaischer Langeweile, Gleichgültigkeit und bitterer Ironie gekennzeichnet. Ein auffälliges Merkmal bei den zwischenmenschlichen Beziehungen der Personen ist auch, dass Maja ihren Mann bei seinem Familiennamen nennt, Irene hingegen bei seinem Vornamen Arnold.

## Deutung
Charakteristisch für das Drama ist die antithetische Struktur und der Symbolgehalt der Szenerie und der Dialoge. Sie gemeinsam unterstreichen die Hauptgedanken und Themen des Stückes. Nach Edvard Beyer sind es die Antithesen von Liebe und Kunst, Schein und Wirklichkeit, Erwartung und Enttäuschung, Hoffnung und Verzweiflung und Leben und Tod. Diese wiederum sind mit dem zentralen wirklichen wie auch symbolischen Motiv, dem Auferstehungstag, verbunden.
Während Maja das einfache und derbe Leben verkörpert, symbolisiert Irene für Rubek die Kunst. Der Gipfel, den Rubek mit Irene besteigen will, steht symbolisch für die Synthese dieser beiden antithetischen Elemente, die er in Einklang zu bringen versucht, um sein ideales Lebensziel zu erreichen. Der Sonnenaufgang, den sie von dort aus sehen wollen, zeichnet den Beginn eines neuen Lebens aus und somit die Auferstehung aus dem totenähnlichen Leben Irenes und Rubeks, das sie bis dahin geführt hatten.